# Торе-Холь
Торе-Холь (тув. Төре-Хөл) — прісноводне озеро в Ерзинському кожууні Республіки Тива, Росія, частина території озера розташована на території Монголії. Унікальність озера полягає у тому, що це єдине прісноводне озеро в Убсунурській котловині.
Глибина озера 6-8 метрів. Озеро утворилося внаслідок загачування піщаними барханами однієї з приток річки Тес — Хем. Озеро має форму стремена і його назва походить від тувинських слів «Торе» — стремено та «Холь» — озеро. Донедавна вважалось, що озеро живиться конденсованою водою, однак з'ясувалось, що насправді це відбувається за рахунок численних підземних джерел.
Влітку температура води підіймається до +21 градуса Цельсія при температурі навколишнього повітря + 32.
Околиці озера багаті на численні ендеміки рослинного та тваринного світу, тут живуть лебеді, баклани, сірі чаплі, чорний шуліка червоний яструб, журавлі-красавки. Рибний світ представлений передусім алтайським османом, який належить до Карпових та має дві різновидності: карликову та крупну. Окрім того водяться щуки, пелядь, карась золотий, плітка, налим, йорж, форель.